# 長野県道177号鹿教湯別所上田線
長野県道177号鹿教湯別所上田線（ながのけんどう177ごう かけゆべっしょうえだせん）は長野県上田市を通る一般県道である。

## 概要
上田市の奥座敷・鹿教湯温泉から、信州最古と伝わる温泉・別所温泉を経て、上田市中心部方面を結ぶ路線である。ただし、鹿教湯温泉 - 別所温泉間は冬季閉鎖となる隘路であり、実質的には上田市中心部から別所温泉へのアクセスルートとして機能している。
起点となる鹿教湯交差点（国道254号交点）から約4.8kmは、長野県道12号丸子信州新線に重複する。上田市・小県郡青木村境で県道12号と別れて単独区間となり、市村境上をしばらく進んだのち山を下って別所温泉へと向かう。この区間は、一部冬季閉鎖となる狭隘な険しい道である。
別所温泉街を屈折を繰り返して進み、別所温泉駅を過ぎると平坦な快走路となる。この区間は別所街道ともコスモス街道とも呼ばれる。下小島交差点（長野県道65号上田丸子線（築地下之郷バイパス）交点）で終点となり、同バイパスを介して上田市中心部・国道18号方面に連絡する。なお、かつては更に800mほど東方の神畑交差点（県道65号旧道交点）を終点としていたが、2020年（令和2年）12月18日に県道65号の旧道が県道指定を解除されたのと同時に、本路線の下小島交差点 - 神畑交差点間（L=874.7m）も県道指定が解除された。

### 路線データ
- 起点 - 上田市西内字土合（鹿教湯交差点＝国道254号交点）
- 終点 - 上田市小島字迎田（下小島交差点＝長野県道65号上田丸子線交点）
- 延長 - 12.3363km

## 路線状況

### 別名
- 別所街道（下小島交差点 - 別所温泉駅前）[2]
- コスモス街道（上記同区間）

### 重複区間
- 長野県道12号丸子信州新線（鹿教湯交差点 - 小県郡青木村大字沓掛字女神岳地籍）
- 長野県道82号別所丸子線（別所温泉駅前 - 別所温泉交差点）

### 冬季通行止区間
- 小県郡青木村大字沓掛字女神岳（長野県道12号丸子信州新線交点） - 上田市野倉字新田：4.5km[3]
  - 11月下旬 - 翌年3月下旬

## 地理

### 通過する自治体
- 上田市
- 小県郡青木村（500mほど市村境上を通過するのみ）

### 交差する道路
- 鹿教湯交差点（上田市西内＝起点）
  - 国道254号
  - 長野県道12号丸子信州新線 - ※ここから重複区間
- （小県郡青木村沓掛地籍）
  - 長野県道12号丸子信州新線 - ※ここまで重複区間
- （上田市別所温泉駅前）
  - 長野県道82号別所丸子線 - ※ここから重複区間
- 別所温泉交差点（上田市別所温泉）
  - 長野県道82号別所丸子線 - ※ここまで重複区間
- 舞田交差点（上田市舞田）
  - 長野県道171号塩田仁古田線
- 下小島交差点（上田市小島＝終点）
  - 長野県道65号上田丸子線（築地下之郷バイパス）

### 沿道
- 鹿教湯温泉
- 上田市野倉民俗資料館
- 北向観音
- 別所温泉
- 上田電鉄 別所温泉駅
- 上田電鉄 八木沢駅
- 上田電鉄 舞田駅